# گل و نوروز
گل و نوروز داستان عشق شاهزاده‌ای به نام «نوروز» با «گل»، دختر پادشاه روم است که خواجوی کرمانی این مثنوی را در ماه صفر ۷۴۲ هجری و در ۵۳۰۶ بیت سروده‌است.
این منظومه داستانی عاشقانه است، مربوط به نوروز شاهزادهٔ ایرانی، با گُل دختر پادشاه روم. خواجوی کرمانی آن را به پیروی از خسرو و شیرین نظامی گنجه‌ای سروده‌است و خواجو خود نیز به شاگردی نظامی اقرار کرده‌است.
| فلک تا ازرقی باشد به منظر |  | جهان تا عنصری باشد به جوهر |
| نبیند نظم در شیرین کلامی  |  | چو خواجو هیچ شاگرد نظامی   |

## چکیده داستان
پیروزشاه در خراسان به روزگار ساسانیان آرزوی فرزند دارد. پس از نذرونیاز (نوروز) زاده می‌شود. نوروز به شکار دلبستگی دارد. (گُل)، دختر قیصر روم است. قیصر شرط دامادی دخترش را کشتن اژدها قرار داده است. گل هرسال هنگام نوروز تنها یکبار بیرون میاید و انبوه عاشقانش به نظاره‌ای بسنده می‌کنند. نوروز با شنیدن وصف گل عاشق او می‌شود. از پدر اجازه می‌خواهد که به روم رود. پدر اجازه نمی‌دهد. نوروز افسرده می‌شود. راز عشق نوروز آشکار می‌شود. پند و نصیحت لهراسبِ وزیر، حکیم و هم‌درسش مهران و پیشنهاد ازدواج با دختری از نسل پادشاهان بی‌اثر است. سرانجام پنهانی با مهران به بهانه دیدار با پیری به روم می‌رود.
نوروز در راه به فرمانده سپاهی به نام فرخ‌روز می‌رسد که عاشق گل است و به جنگ شاه رفته، شکست‌خورده است. سپس کاروانِ فروزانِ بخت‌افروز، ندیم و شوهرِ دایه‌ی گل را می‌بیند و او را از دست دزدان نجات می‌دهد. در راه اژدهایی را می‌کشد و سرش را به کاخ قیصر می‌برد و پیمان قیصر را به او یادآوری می‌کند. اما باید با غلامش کشتی بگیرد. غلام را بر زمین می‌زند و می‌کشد. همان شب نوروز به‌رسم عیاران به شبستان گل می‌رود. در خواب انگشتر خسروانی خود را به دست گل کرده و می‌رود. چون گل نگین را می‌بیند درمی‌یابد که از آن نوروز است و عاشق او می‌شود. همان شب سپاه فرخ‌روز با آهنگ ربودن گل، شهر را محاصره می‌کند.
نوروز به فرمان قیصر سپاه فرخ‌روز را شکست می‌دهد و خواستار گل می‌شود. قیصر خواسته نوروز را به ماه دیگر می‌اندازد. نوروز دو بلبل را در خواب می‌بیند که از کمین گشودن بر گل و ربودن گل به دست طوفان‌جادو آگاهی می‌دهند. به کاخ می‌رود، گل را ربوده‌اند. به جوانی می‌رسد که جامی به او می‌دهد و این نوید را که به گل خواهد رسید و ناپدید می‌شود. در راه کشیشی، نشانیِ گنبدِ زندانِ گل را به او می‌دهد که بالای آن خروسی است که با کشتن خروس درِ گنبد باز می‌شود. گل را رهایی داده، در راه مهران را می‌بیند زنجیر شده با گنج فراوان که از سوی پدر دنبال نوروز آمده و اسیر طوفان‌جادو شده، او را هم رهایی می‌بخشد. با جواهرات و همراه گل به کاخ روانه می‌شود. قیصر جشنی بزرگ برپا می‌کند. مهران نوروز را معرفی می‌کند و چون قیصر درمیابد که او شاهزاده است همان شب او را به عقد گل درمیاورد. نوروز به ایران بازمی‌گردد. پدر جشن می‌گیرد اما چندی بعد می‌میرد و نوروز جانشین پدر و صاحب فرزندی به نام قباد می‌شود که پس از مرگ نوروز بر تخت می‌نشیند. 